# Tommeliten
Der Tommeliten (norwegisch für Katerdaumen) ist ein kleiner und isolierter Felsvorsprung im ostantarktischen Königin-Maud-Land. Im Ahlmannryggen ragt er 10 km östlich des Lorentzenpiggen auf.
Norwegische Kartographen, die ihn auch benannten, kartierten den Felsen anhand von Luftaufnahmen und Vermessungen der Norwegisch-Britisch-Schwedischen Antarktisexpedition (1949–1952) sowie zwischen 1958 und 1959 angefertigten Luftaufnahmen der Dritten Norwegischen Antarktisexpedition (1956–1960).